# Cá tráo vây lưng đen
Cá tráo vây lưng đen (tên khoa học Alepes melanoptera) là một loài cá biển trong họ Carangidae. 